# 卡希尔斯科耶区
卡希尔斯科耶区（俄语：Каширский район）是俄罗斯联邦沃罗涅日州下辖的一个区，其行政中心为卡希尔斯科耶。据2016年统计，该区的人口为24212人。